# Prostě spolu
Prostě spolu (ve francouzském originálu Ensemble, c'est tout) je román, který napsala a vydala francouzská spisovatelka Anna Gavalda v roce 2004 v nakladatelství Le Dilettante. Podle knižní předlohy vznikl v roce 2007 stejnojmenný film, který režíroval Claude Berri.

## Stručný obsah
Příběh popisuje setkání čtyř zcela rozdílných lidí, kteří se shodou náhod ocitnou v jednom velkém pařížském
bytě s výhledem na Eiffelovu věž. Výtvarnice Kamila trpí anorexií
a přežívá díky tomu, že po nocích uklízí kanceláře, aby se nemusela vzdát své vášně pro kreslení. Nesmělý a koktavý Philibert Marquet de la Durbelière je potomek starého šlechtického rodu, který žije ve velkém, poloprázdném bytě, který má být časem prodán jako část dědictví po zemřelé příbuzné. Vystudoval francouzskou historii, zajímá se o divadlo, ale pro svoji nesmělost prodává v muzeu pohlednice a čelí hněvu svého otce. Jeho podnájemník, mužný i něžný Frank je vyhlášený kuchař, který je stále přepracovaný. Přitom se musí postarat o svoji starou babičku Paulettu, která je po úrazu umístěna v zařízení pro seniory ve vzdáleném městě.
Čtyři hlavní postavy románu se vlivem okolností sejdou v tomto bytě a právě spolu se naučí mírnit své pochybnosti a trápení, dívat se dopředu a plnit si své sny.

## Filmové zpracování
V roce 2007 natočil francouzský režisér Claude Berri podle knižní předlohy stejnojmenný film. V hlavních rolích se představili Audrey Tautou, Guillaume Canet, Laurent Stocker a Françoise Bertinová.